# 利森角
利森角（英語：Leeson Point），是南極洲的海岬，位於南桑威奇群島的蒙塔古島東北端，由英國南極名稱諮詢委員會命名，該海岬由英國海外領土管轄。